# Refuge de Claror
Le refuge de Claror est un refuge d'Andorre situé dans la paroisse d'Escaldes-Engordany à une altitude de 2 280 m.

## Randonnée
Inauguré en 1981 et propriété du Govern d'Andorra,, le refuge est non gardé et ouvert toute l'année,. Il possède une capacité d'accueil de 20 personnes,.
Le refuge de Claror se trouve dans la vallée du Madriu-Perafita-Claror, classée au patrimoine mondial de l'UNESCO, au bord du riu Madriu. Il se situe entre la Collada de Prat Primer et l'estany de la Nou, sur le trajet du GRP.

Carte des principaux chemins de randonnée et refuges d'Andorre.
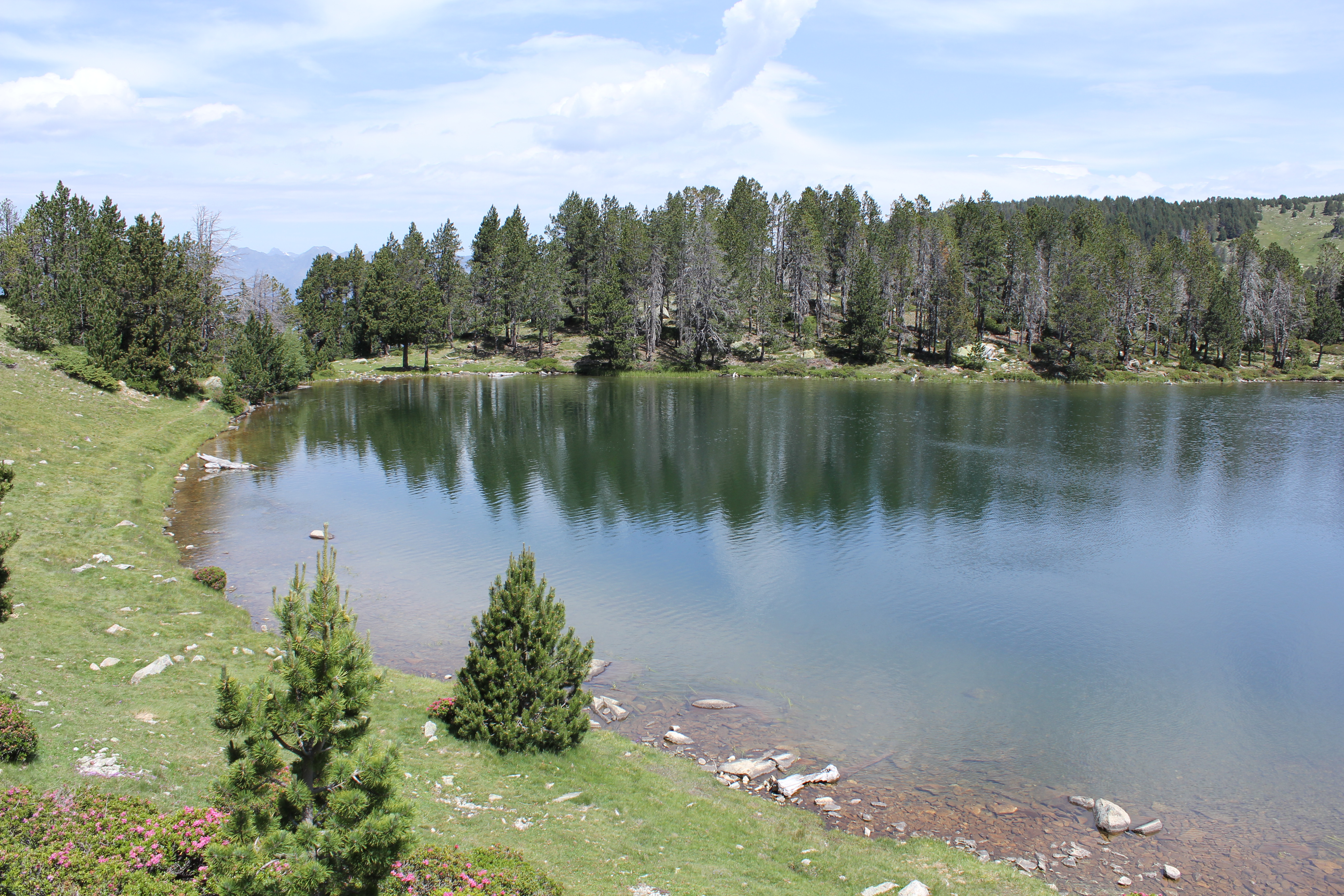
L'estany de la Nou.

## Toponymie
Dans son Onomasticon Cataloniae, le linguiste Joan Coromines signale Claror (sans citer explicitement le lieu du refuge) comme un antonyme des toponymes formés sur Negre (« noir ») et ses dérivés. Claror a donc le sens de « clair » et dérive de la racine latine clarus (de même sens) qui a également servi à bâtir d'autres toponymes andorrans comme Juclà.